# Orval (Cher)
Orval – miejscowość i gmina we Francji, w Regionie Centralnym, w departamencie Cher.
Według danych na rok 1990 gminę zamieszkiwały 2024 osoby, a gęstość zaludnienia wynosiła 265 osób/km² (wśród 1842 gmin Regionu Centralnego Orval plasuje się na 190. miejscu pod względem liczby ludności, natomiast pod względem powierzchni na miejscu 1256.).